# Kryzys zadłużenia
Kryzys zadłużenia (również kryzys zadłużeniowy, ang. debt crisis) – niezdolność do obsługi zobowiązań wynikających z zadłużenia.